# الیور گیل
الیور دیوید گیل (به انگلیسی: Oliver David Gill) (زاده ۱۵ سپتامبر ۱۹۹۰) بازیکن سابق فوتبال انگلیسی است که در پُست دفاع بازی می‌کرد و باشگاه سابق وی منچستر یونایتد است. او پسر دیوید گیل مدیر اجرایی باشگاه منچستر یونایتد است. او در سال ۲۰۱۱ فوتبال را رها کرد و برای ادامه تحصیل به دانشگاه رفت.